# Zespół po cholecystektomii
Zespół po cholecystektomii (ang. postcholecystectomy syndrome) – utrzymywanie się lub też pojawienie się objawów ze strony przewodu pokarmowego po zabiegu usunięcia chirurgicznego pęcherzyka żółciowego spowodowane chorobą zewnątrzwątrobowych dróg żółciowych.
Zespół został po raz pierwszy opisany 1947 roku przez Womacka i Cridera, jednakże w literaturze medycznej do tej pory nie ma jednolitego poglądu na jego temat, a nawet kwestionuje się istnienie tego zespołu.

## Objawy
Objawy występują u 5-30% pacjentów poddanych cholecystektomii i są to bóle brzucha, kolka, objawy dyspeptyczne, zaparcia, biegunka, uczucie pełności w jamie brzusznej, wzdęcia, gazy jelitowe, nudności oraz nietolerancja pokarmów zawierających tłuszcz.

## Etiologia
Ustąpienie objawów klinicznych po usunięciu pęcherzyka żółciowego odczuwa 75-90% chorych. Najczęstszą przyczyną ich utrzymywania jest fakt, że są to objawy innego schorzenia, które do tej pory albo były maskowane przez chorobę pęcherzyka żółciowego albo też jej przypisywane (np. choroba refluksowa przełyku, choroba wrzodowa żołądka i dwunastnicy, zespół objawów po usunięciu żołądka, przewlekłe zapalenie trzustki, zespół jelita drażliwego).
Przyczynami zespołu po cholecystektomii są:
- zwężenie dróg żółciowych
- pozostawienie złogu
- zespół kikuta przewodu pęcherzykowego
- zaburzenia brodawki Vatera
- biegunka chologenna
- żółciopochodne zapalenie błony śluzowej żołądka

### Zaburzenia brodawki Vatera
Przyczyną są dysfunkcja brodawki Vatera, zwężenie brodawki Vatera, skurcz zwieracza Oddiego, dyskineza zwieracza Oddiego oraz dyskineza dróg żółciowych.

### Żółciopochodne zapalenie błony śluzowej żołądka
Przyczyną jest refluks dwunastniczo-żołądkowy. Nie ma jednak bezspornych danych potwierdzających związek pomiędzy występowaniem żółciopochodnego zapalenia żołądka a chirurgicznym usunięciem pęcherzyka żółciowego.

### Biegunka chologenna
Przyczyną jest zmiana wątrobo-jelitowego krążenia kwasów żółciowych. Pojawia się u niewielkiej liczby pacjentów po zabiegu usunięcia pęcherzyka żółciowego. Biegunka ta wywołana jest przez sole żółciowe i pozytywnie reaguje na leczenie cholestyraminą.

### Zespół kikuta przewodu pęcherzykowego
Przyczyną jest pozostawienie długiego (>1 cm) kikuta przewodu pęcherzykowego (czasem z częścią ściany pęcherzyka żółciowego). Ponieważ samo pozostawienie kikuta u większości pacjentów nie ma znaczenia klinicznego, a jedynym leczeniem jest leczenie chirurgiczne, przed postawieniem tego rozpoznania należy wykluczyć inne przyczyny obserwowanych u pacjenta objawów.

## Rozpoznanie
Podstawą rozpoznania jest utrzymywanie lub też pojawienie się nowych objawów po zabiegu usunięcia pęcherzyka żółciowego. Podstawowym badaniem diagnostycznym jest endoskopowa cholangiopankreatografia wsteczna, znaczenie pomocnicze mają cholangiografia dynamiczna z użyciem tomografii komputerowej, cholangiopankreatografia z użyciem jądrowego rezonansu magnetycznego oraz wychodząca już z rutynowego użycia scyntygrafia wątroby i dróg żółciowych.

### Zaburzenia brodawki Vatera
Cechy pozwalające na rozpoznanie
1. ból w górnej części brzucha, zazwyczaj zlokalizowany w prawym górnym kwadrancie brzucha lub nadbrzuszu
2. nieprawidłowe wyniki badań laboratoryjnych
3. poszerzenie przewodu żółciowego wspólnego widoczne w endoskopowej cholangiopankreatografii wstecznej
4. wydłużony (ponad 45 minut) czas utrzymywanie się środka kontrastowego w świetle przewodu żółciowego wspólnego

## Leczenie
Najpierw należy podjąć leczenie farmakologiczne i dopiero po jego nieskuteczności rozważyć leczenie operacyjne.
Wskazania do wykonania sfinkterotomii to długi czas trwania objawów, brak odpowiedzi na leczenie objawowe, znaczny stopień upośledzenia chorego, decyzja pacjenta co do wyboru tego sposobu leczenia.
Decyzja o wyborze metody leczenia zależy od rodzaju dysfunkcji:
| Grupa | Spełnione kryteria | Warunek dodatkowy                            | Zalecane postępowanie      |
| ----- | ------------------ | -------------------------------------------- | -------------------------- |
| I     | 1-4                |                                              | sfinkterotomia endoskopowa |
| II    | 1 i jeden z 2-4    | podwyższone ciśnienie podstawowe w zwieraczu | sfinkterotomia endoskopowa |
| II    | 1 i jeden z 2-4    | normalne ciśnienie podstawowe w zwieraczu    | leczenie zachowawcze       |
| III   | dowolne z 2-4      |                                              | leczenie zachowawcze       |